# 胡利娅·加西亚-巴尔德卡萨斯
胡利娅·加西亚-巴尔德卡萨斯·萨尔加多（西班牙語：Julia García-Valdecasas Salgado，1944年1月29日—2009年2月5日）是西班牙药剂师，人民党政治人物。2003年至2004年担任西班牙公共行政大臣。

## 生平
1944年出生于巴塞罗那。父亲弗朗西斯科·加西亚·巴尔德卡萨斯曾在1965年至1968年间担任巴塞罗那大学校长。她于1967年毕业于巴塞罗那大学药学院。1996年至2003年担任西班牙中央政府驻加泰罗尼亚自治区全权代表。2003年9月在内阁重组后，接替哈维尔·阿雷纳斯担任公共行政大臣，直到2004年大选人民党失势后下台。
由于身患多系统萎缩，她于2006年辞去所有职务，2009年因肺炎在巴塞罗那去世。